# Won Sei-hoon

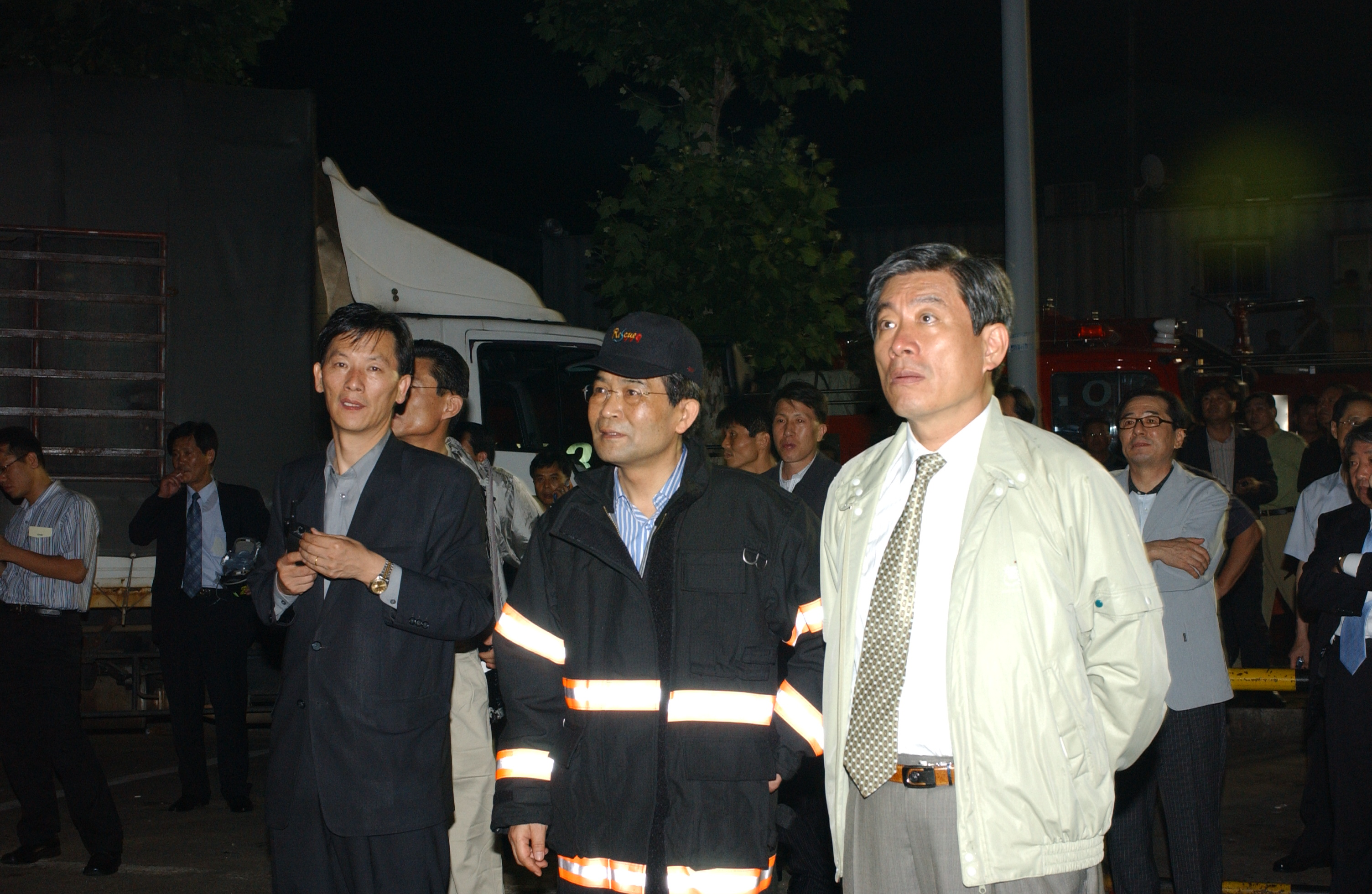
Won Sei-hoon 2005 (vorne ganz rechts)

Won Sei-hoon (Koreanisch: 원세훈, Hanja: 元世勳; * 31. Januar 1951 in Yeongju) ist ein ehemaliger südkoreanischer Beamter und ehemaliger Direktor des südkoreanischen Nachrichtendienstes NIS.

## Leben und Karriere
Nach seiner Geburt zog seine Familie nach Seoul um und Won Sei-hoon wuchs dort auf. 1970 begann er an der Seoul-Universität Verwaltungslehre zu studieren, drei Jahre später bestand er das Staatsexamen für die öffentliche Verwaltung. Im darauffolgenden Jahr fing er an, bei der Stadtverwaltung von Seoul zu arbeiten und verrichtete seine Arbeit zeitweise auch für die regionale Verwaltung von Gangwon-do. Bis 2002 war er u. a. als leitender Beamter für die Wasserversorgung zuständig.
2003 wurde er stellvertretender Bürgermeister von Seoul und vertrat fortan den im Vorjahr neu gewählten Bürgermeister Lee Myung-bak. 2006 wurde ihm ein Ehrendoktortitel im Bereich der Politikwissenschaft von der Seoul National University of Science and Technology verliehen. Von 2006 bis 2007 hielt er sich am Institut der Stanford-Universität als Gastwissenschaftler auf.
Bei der Präsidentschaftswahl in Südkorea 2007 setzte er sich für Lee Myung-bak ein und nach seinem Wahlsieg wurde Won Sei-hoon im Folgejahr zum Minister für Verwaltung und Sicherheit ernannt. Im Januar 2009 schließlich erhielt er den Direktorposten des südkoreanischen Nachrichtendienstes NIS. Er war dafür bekannt, sich nicht auf die Zusammenfassungen der Berichte zu verlassen, sondern möglichst alle Berichte in seiner Entstehungsform durchzulesen.
Während seiner Amtszeit nahm die Behörde die Überwachung der Zivilpersonen wieder massiv auf und erstellte außerdem schwarze Listen, in die vorwiegend Kritiker der Lee Myung-bak-Regierung aufgenommen wurden wie beispielsweise Bong Joon-ho. Diese Praxis wurde in der nachfolgenden Amtszeit von Park Geun-hye fortgesetzt. Bei den Ermittlungen gegen den ehemaligen Präsidenten Roh Moo-hyun wurden diffamierende Falschnachrichten und Verspottungen seitens des NIS verbreitet, dies hielt auch nach dessen Tod an. Er benachteiligte bzw. entließ seine Mitarbeiter, wenn sie entweder kritisch zu ihm standen oder aus seiner Sicht „links gesinnt“ waren. Zusammen mit Kim Jae-chul, der neu als Vorstandsvorsitzender des Senders MBC eingesetzt wurde, trieb er eine vermeintliche „Normalisierung“ des Senders voran, bei der viele kritische Journalisten und Programme vom Betrieb herausgenommen wurden und durch willfährige bzw. unkritische Sendungen und Individuen ersetzt wurden.
Bei der Präsidentschaftswahl in Südkorea 2012 ließ Won Sei-hoon seine Behörde, ähnlich wie die Militärs und die Polizeibehörde auch, zugunsten von Park Geun-hye ins Geschehen eingreifen und führte eine Kampagne gegen Moon Jae-in, der die Wahl dann knapp verlor. Dabei wurden sowohl die regulären Mitarbeiter des NIS als auch Organisationen außerhalb eingesetzt. Aufgrund des Ausmaßes der sicherheitsbehördlichen Beteiligung bei der Wahl gilt der damalige Präsident Lee Myung-bak als Drahtzieher der illegalen Aktivitäten.
Nach der Präsidentschaftswahl wurden Vorwürfe gegen ihn erhoben, auch seitens der ehemaligen Mitarbeiter. Er trat im März 2013 als Direktor des NIS zurück und es wurden Ermittlungen gegen ihn aufgenommen. 2014 wurde er zu einer Haftstrafe von 2 Jahren und 6 Monaten auf Bewährung verurteilt, 2017 wurde die Haftstrafe auf 4 Jahre ohne Bewährung erhöht. 2020 kamen weitere 7 Jahre aus einem anderen Verfahren hinzu.